# 勇人 (漫畫家)
勇人（日语：勇人，1980年6月20日—），日本女性漫画家。

## 作品一覧
- 花丸幼稚园（《YOUNG GANGAN》2006年18号-2011年21号[1]，全11巻）台灣尖端出版代理
- コスちゃ（《YOUNG GANGAN》，全3話）
- 充実野性生活（《月刊GFantasy》）
- パロメディア（《Animedia》）
- 妹控PLUS（日语：シスプラス）（《增刊YOUNG GANGAN》→《增刊YOUNG GANGAN BIG》→《月刊BIG GANGAN》→《YOUNG GANGAN》2014年No.06[2]-2015年No.05，全6巻）台灣青文出版社代理
- 石田三成は友達が少ない（《ガンガン戦-IXA-》）
- いろは坂、上がってすぐ。（《YOUNG GANGAN》2012年2号-2013年16号，全3巻）
- うしろのご先祖さま（《まんがくらぶオリジナル》2013年1月号-3月号、8月号-2014年12月号→《まんがライフ》2015年2月号-2016年10月号，全3巻）
- プリンセスビヨリ（《YOUNG GANGAN》2015年No.21[3]-2017年No.12，全3巻）
- 阿斯莫德是不會放棄的（《ストーリアダッシュ》2017年5月26日-2020年8月14日，全8巻）台灣台灣東販代理
- プリティマイティドール（コミックブシロードWEB 2021年2月26日-連載中、脚本：秋タカシ、人物設定：田畑壽之）

### 單篇
- 花丸幼稚园（《YOUNG GANGAN》2005年23号、2006年3号）
- 山田モラトリアム（《YOUNG GANGAN》2013年21號）[4]

### 選集
- K-ON！輕音部漫畫選集 みんなでうん☆たん
- 小松先生公式漫畫選集 〜スクエニセンバツ〜

### 其他
- 夏日風暴！（第5話片尾插圖）
- 荒川爆笑團（第3話片尾插圖）
- 黃昏乙女×失憶幽靈（第6話片尾插圖）
- 漫畫家與助手（第6話片尾插圖）
- 一起一起這裡那裡（漫畫第5卷贈品）

## 師父
- 冰川碧流[5]
- 住吉文子

## 外部連結
- 青い日々 （页面存档备份，存于） - 官方Blog
- 勇人的X（前Twitter）